# Ylä-Hippa
Ylä-Hippa eller Hipanjärvi är en sjö i Finland. Den ligger i kommunen Kuopio i landskapet Norra Savolax, i den centrala delen av landet, 400 km nordost om huvudstaden Helsingfors. Ylä-Hippa ligger 95 meter över havet. Den är 17,07 meter djup. Arean är 1,6 kvadratkilometer och strandlinjen är 13,05 kilometer lång. Sjön  ingår i Vuoksens huvudavrinningsområde. 